# Brais Méndez Portela
Brais Méndez Portela (nascut el 7 de gener de 1997) és un futbolista professional gallec que juga com a migcampista ofensiu al club de la primera divisió Reial Societat i a la selecció espanyola.

## Carrera de club
Nascut a Mos, Pontevedra, Galícia, Méndez es va incorporar a l'equip juvenil del RC Celta de Vigo el 2012, procedent del Vila-real CF. El 7 de setembre de 2014, va fer el seu debut com a sènior amb el filial, començant com a titular en una victòria fora de casa per 1-0 a Segona Divisió B contra el Reial Múrcia.
Méndez va marcar el seu primer gol com a sènior el 4 de setembre de 2016, marcant el segon gol del seu equip en una victòria per 3-1 al CD Palencia. El 21 d'agost següent, després de passar tota la pretemporada amb la plantilla del primer equip, va renovar el seu contracte fins al 2021.
El 21 de setembre de 2017, Méndez va debutar professionalment i a la primera divisió, començant com a titular en un empat a casa 1-1 contra el Getafe CF. Va marcar el seu primer gol a la competició el 31 de març de 2018, marcant l'empat en un empat a 1 a l'Athletic Club.
On 30 juliol 2020, Méndez va ampliar el contracte fins al 2024. La següent temporada va fer nou gols, inclosos els dos de la victòria contra el Deportivo Alavés a Balaídos el 20 de desembre.

### Reial Societat
El 6 de juliol de 2022 la Reial Societat va arribar a un acord amb el Celta pel traspàs de Méndez, i el jugador va signar contracte fins al 2028.

## Carrera internacional
Després de jugar amb Espanya en nivells sub-17, sub-18 i sub-21, Méndez va ser convocat per primera vegada amb la selecció absoluta el 8 de novembre de 2018 per als partits contra Croàcia i Bòsnia i Hercegovina. Va debutar en l'últim partit, entrant com a substitut de Suso al minut 59 en la victòria amistosa per 1-0 a Las Palmas i marcant l'únic gol del partit.

## Vida personal
El pare de Méndez, Modesto (conegut com a Pupi), també era futbolista. Davanter, va arribar a participar en un partit de Segona Divisió amb el Deportivo de La Corunya.